# Крюгеррэнд

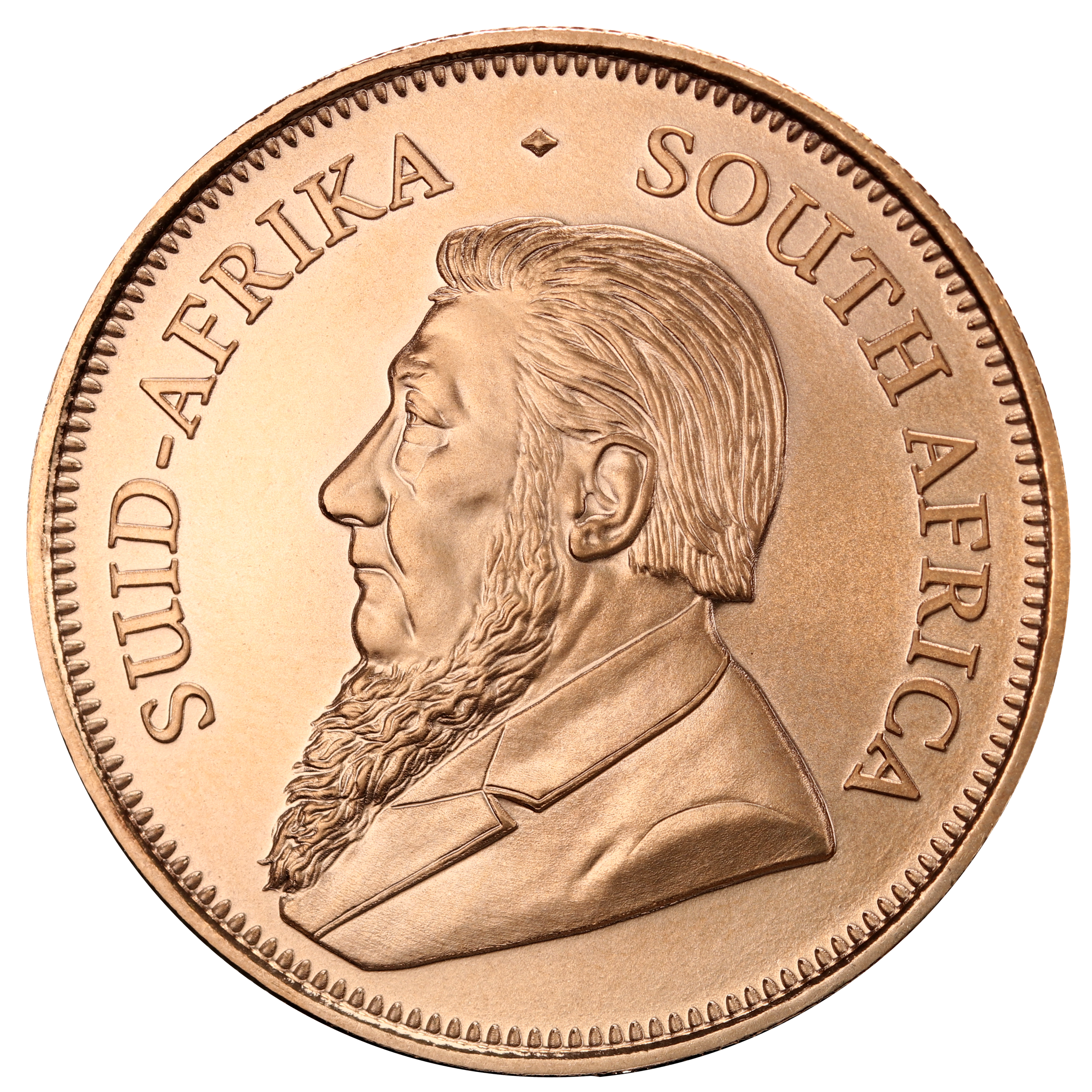
Крюгеррэнд, аверс, 2017 год

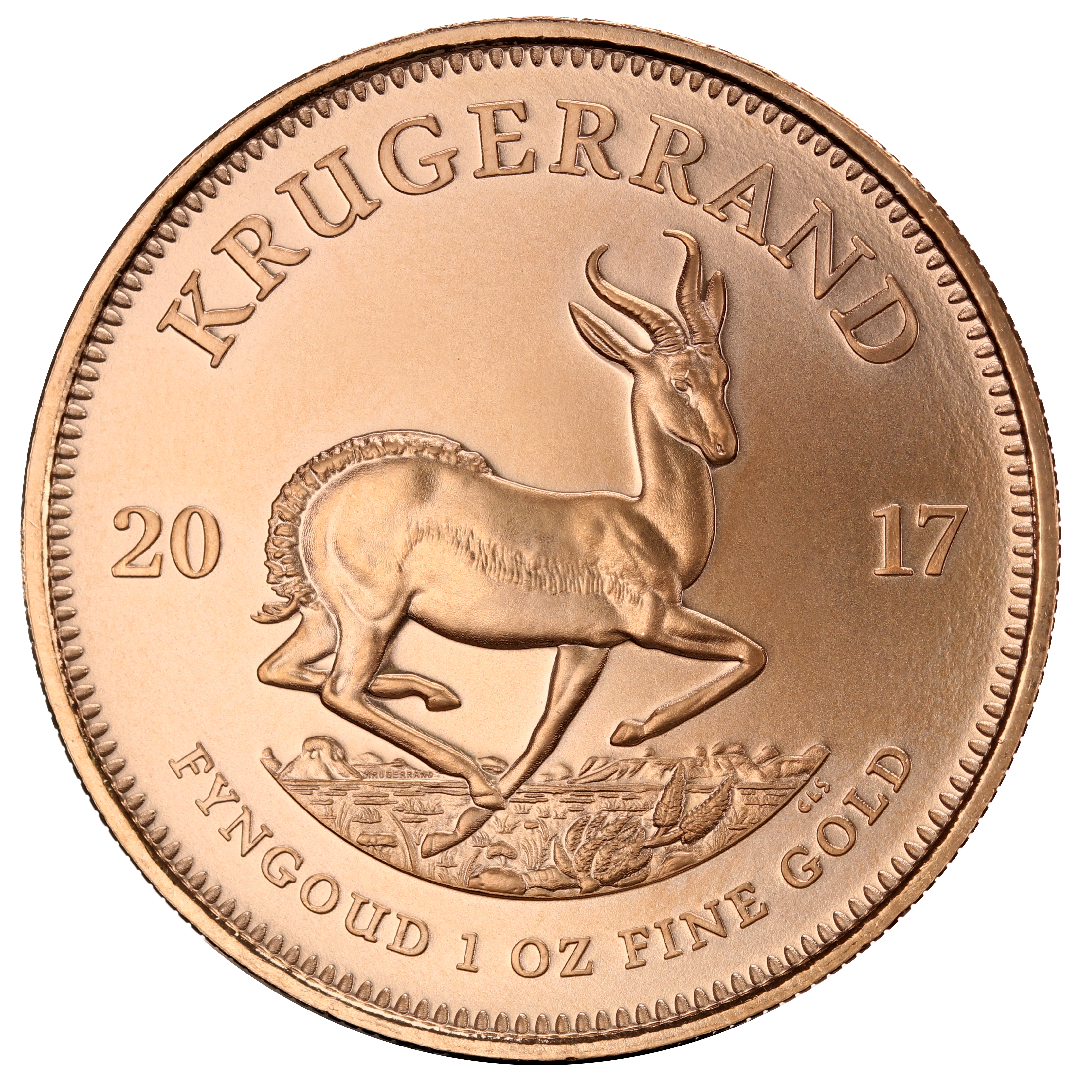
Крюгеррэнд, реверс, 2017 год

Крюгерранд (иногда рэнд Крюгера) — золотая южноафриканская монета, впервые выпущенная в 1967 году для помощи в продаже южноафриканского золота на международном рынке. Название представляет собой соединение имени Пауля Крюгера (1825—1904, изображён на аверсе), президента Трансвааля, и слова рэнд — названия южноафриканской денежной единицы. На оборотной стороне изображена прыгающая антилопа спрингбок — национальное животное ЮАР.
На монетах не указана номинальная стоимость, тем не менее они являются законным платёжным средством в Южной Африке — согласно Закону 1989 года о Южно-Африканском резервном банке при оплате сделок золотыми монетами их учётная стоимость должна быть равна той сумме, по которой банк готов купить такую золотую монету в день оплаты.

## История выпуска
Первоначально монеты были формой частной собственности на золото и не предполагалось их использовать в качестве законного платёжного средства — на них даже не указывалась номинальная стоимость. Однако после принятия в 1989 году Закона о Южно-Африканском резервном банке стала законной и обязательной к приёму оплата сделок золотыми монетами, при которой их учётная стоимость должна быть равна той сумме, по которой банк готов купить такую золотую монету в день оплаты. Это изменило статус монет — они стали законным платёжным средством в ЮАР.
Крюгерранд был первой золотой монетой, которая продавалась на рынке по цене золота, из которого она чеканилась. Прежние золотые монеты, такие как золотой соверен, имели рыночную цену согласно номиналу, отчеканенному на них, который мог совершенно расходиться с их текущей рыночной стоимостью.
Крюгерранд также был первой золотой монетой, содержащей ровно одну унцию золота, и с момента своего выпуска предполагалась как путь к частному владению золотом.
Крупнейшим рынком сбыта монет крюгеррэнд стали США, куда только за 1984 год было продано монет на сумму более 600 миллионов долларов США
В связи с политикой апартеида в Южной Африке, в 1970-х и 1980-х ввоз крюгеррэндов во многие западные страны был объявлен незаконным. К этим санкциям присоединились и США в 1985 году. Большинство этих санкций было снято в 1991 году после того, как правительство ЮАР предприняло шаги по прекращению политики апартеид.

## Характеристики
Фактический вес монеты составляет 1,0909 тройской унции (33,93 г). Она чеканится из золотого сплава, в котором содержится 91,67 % чистого золота (22 карата), а оставшиеся 8,33 % (2,826 г) медь. Это придает Крюгерранду более оранжевый вид, чем золотые монеты, которые содержат серебро. Медные сплавы монет более твердые и прочные, и более устойчивы к царапинам и вмятинам.
Крюгерранд выпускается в четырёх вариантах: 1 унция, 1⁄2 унции, 1⁄4 унции и 1⁄10 унции чистого золота.
| Номинал          | Содержание золота | Содержание золота | Диаметр (мм) | Толщина (мм) | Вес (г) | Проба             |
| Номинал          | унции             | граммы            | Диаметр (мм) | Толщина (мм) | Вес (г) | Проба             |
| ---------------- | ----------------- | ----------------- | ------------ | ------------ | ------- | ----------------- |
| 1 крюгерранд     | 1                 | 31,103            | 32,77        | 2,84         | 33,930  | 916,7 (22 карата) |
| 1⁄2 крюгерранда  | 1⁄2               | 15,552            | 27,07        | 2,215        | 16,965  | 916,7 (22 карата) |
| 1⁄4 крюгерранда  | 1⁄4               | 7,776             | 22,06        | 1,888        | 8,482   | 916,7 (22 карата) |
| 1⁄10 крюгерранда | 1⁄10              | 3,110             | 16,55        | 1,35         | 3,393   | 916,7 (22 карата) |

## 50-летие Крюгеррэнда
2017 году исполняется 50 лет со дня выпуска первого Крюгеррэнда и в честь этого события Южно-Африканский монетный двор выпустил монеты в качестве анциркулейтед из золота, платины и серебра.

## Экспортный контроль
Южноафриканский резервный банк ограничивает экспорт крюгеррэндов: резидент ЮАР может продать их нерезиденту не более чем на 30 000 рэндов (около 2100 долларов США по состоянию на июнь 2018 года). Туристы могут экспортировать до 15 монет, задекларировав их в Южноафриканской налоговой службе.